# Las Rosas (kommun)
Las Rosas är en kommun i Mexiko.   Den ligger i delstaten Chiapas, i den sydöstra delen av landet, 800 km öster om huvudstaden Mexico City.
Följande samhällen finns i Las Rosas:
- Corral Hierba
- San Antonio el Paraje
- Nuevo Tepeyac
- El Chipilinar
- Tres Amores
- El Ciprés
- Cruz Morales
- El Cabildo
- La Fortuna
- El Zapote
- El Piñuelar
- Yalpale
- Las Guayabitas
- Guadalupe las Canoas